# Yazoo (regione)
Lo Yazoo era una regione storica degli Stati Uniti d'America, comprendente le attuali porzioni settentrionali di Alabama, Mississippi e Georgia. Traeva il suo nome dall'omonimo fiume che l'attraversava, ed era abitata dall'omonima tribù di nativi americani.

## Storia
Praticamente nulla è noto dello Yazoo prima dell'arrivo dei missionari cattolici francesi alla fine del XVII secolo. La regione si rivelò fin da subito contesa tra la Francia e il Regno di Gran Bretagna, ed era di frequente insanguinata dalle guerre tra le locali tribù di nativi, spesso istigate dagli stessi francesi e britannici.
A partire dal 1729 la regione fu soggetta alla rivolta dei Natchez, a cui aderirono anche gli indiani Yazoo. In un primo momento la rivolta ebbe successo e risultò nel massacro o nella cacciata dei francesi dalla zona; nel giro di pochi mesi tuttavia giunse la risposta francese, che fu estremamente brutale e causò l'annientamento di molte delle tribù locali, che furono sterminate, schiavizzate o altrimenti disperse. Gli stessi Yazoo furono decimati, e chi non fu ucciso o deportato fuggì presso le altre tribù di nativi come i Chickasaw e i Choctaw, venendo gradualmente assimilato e facendo del tutto scomparire il popolo Yazoo.
Dopo l'estinzione degli Yazoo la regione rimase del tutto spopolata, e divenne oggetto delle mire espansionistiche delle vicine tredici colonie, in particolare della Georgia, che per i decenni successivi tentò di reclamarla entro i propri confini. Il tentativo più importante di colonizzare lo Yazoo si ebbe negli anni 1790, quando montò il cosiddetto scandalo dello Yazoo, un'enorme frode politico-finanziaria che coinvolse l'intero governo georgiano e portò ad importanti ripercussioni a livello nazionale. Nonostante il fallimento ultimo della speculazione, nel giro di alcuni anni la regione dello Yazoo fu effettivamente colonizzata dagli Stati Uniti d'America, e fu infine divisa tramite la creazione degli Stati dell'Alabama e del Mississippi, cessando di fatto di esistere. 